# Сите-Солей

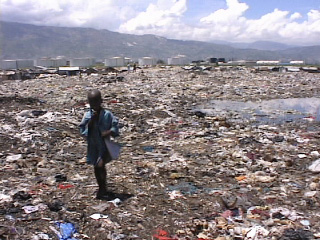
2002 год

Сите-Солей (фр. Cité Soleil, гаит. креол. Site Solèy) — густонаселённый город-бидонвиль в агломерации Порт-о-Пренса, столицы Республики Гаити. Население по оценке на 2015 год составляет 265 072 человека. Известен главным образом как одна из самых бедных, опасных и имеющих крайне неблагоприятные условия для жизни территорий среди стран Западного и одна из крупнейших трущоб Северного Полушария. В Сите-Солей небольшой уровень присутствия полиции, отсутствуют канализация, крупные магазины, дома практически не обеспечены электроэнергией.